# كريس فيهريش
كريس فيهريش (مواليد 9 يناير 1998) هو لاعب كرة قدم ألماني يلعب في مركز خط الوسط في نادي شتوتغارت.